# Abrupt Island
Abrupt Island, även kallad Brattöy är en 0,8 kilometer bred ö i Antarktis. Den ligger i havet utanför Östantarktis, 2,4 kilometer öster om Lang Island, öster om Øygarden och Edward VIII Gulf. Ön kartlades från flygfoton av norska kartografer under en expedition sponsrad av Lars Christensen under åren 1936-1937 och kallades då Brattöy. Australien gör anspråk på ön.